# Amarantine (албум)
Amarantine е шестият студиен албум на ирландската певица, композиторка и музикантка Еня, издаден на 21 ноември 2005 г. от Уорнър Мюзик. След издаването на нейния сборен бокс-сет от 2002 г. Only Time – The Collection Еня си взима кратка пауза, преди да започне работа по нов албум през септември 2003 г. – първият ѝ след A Day Without Rain (2000). Amarantine е записан в Ирландия с нейните дългогодишни творчески партньори: аранжорът и продуцентът Ники Райън и съпругата му – текстописката Рома Райън. Това е първият албум на Еня, който не включва песни на ирландски език и първият, който включва песни, изпяти на японски и на локсиански – измислен език, създаден от Рома.
Amarantine получава смесени отзиви от критиката, но е комерсиален успех и достига № 6 в Билборд 200 в Съединените щати, където продава 1 млн. копия през първия си месец на издаване, и № 8 в Класацията за албуми в Обединеното кралство. Еня издава два сингъла от албума – едноименния Amarantine и It's in the Rain. През 2006 г. излиза специално коледно издание.
За да популяризира албума, тя прави няколко интервюта и телевизионни изпълнения, включително на Световните музикални награди през 2006 г. През 2007 г. албумът ѝ носи четвърта награда Грами за най-добър ню ейдж албум. Според Nielsen SoundScan това е третият най-продаван ню ейдж албум на 2000-те години в Съединените щати.

## Запис и музика
След издаването на нейния бокс сет Only Time – The Collection през ноември 2002 г. Еня си взима няколко месеца пауза от писане, записване и издаване на музика. Тя се връща към работа през септември 2003 г. с Amarantine – първият ѝ студиен албум след нейното комерсиално успешно издание от 2000 г. A Day Without Rain. Изпълнителката работи със своите дългогодишни творчески партньори: продуцентът и аранжорът Ники Райън и съпругата му – текстописката Рома Райън. Записът е направен в Студио „Еглъ“ (Aigle Studio), инсталирано в дома на сем. Райън в Килини, Графство Дъблин, Ирландия. Еня има 5-дневен работен график за работа по албума, като работи от 10 до 18 часа и си взима почивни дни. Албумът е посветен на продуцента на Би Би Си Тони Маколи, който навремето ѝ възлага да композира саундтрака към документалната поредица на Би Би Си The Celts от 1987 г., впоследствие издаден като нейният дебютен албум Еня (1987). Маколи умира през 2003 г. Албумът е първият в кариерата на Еня, който не включва песен на ирландски – нейният майчин език.

### Песни
Amarantine е любовна песен, чието заглавие е дума, за която Еня казва, че е насочена към идеята за вечността и любовта. Рома използва думата в парчето Flora's Secret („Тайната на Флора“) от албума на Еня A Day without Rain, която в текста ѝ е изписана като amaranthine. В бележките си към песента Рома пише, че парчето е „песен на тъгата“, добавяйки: „Защото как иначе може да се опише такава скръб? Не знаеш къде е [твой] любим човек, не знаеш как е, не знаеш как да го намериш.“
Идеята за завръщане у дома след дълго пътуване е това, за което се пее в песента Long Long Journey („Дълго, дълго пътуване“) и е тема, която Еня засяга през цялата си кариера.
Текстът на Sumiregusa е вдъхновен от хоку – началната строфа на японската форма на поезия ренга и ренку, написана от поета Мацуо Башо, който веднъж усеща как сърцето му подскача „при вида на дива теменуга“.
Темата за тъгата е преразгледана в Someone Said Goodbye („Някой каза довиждане“) – песен за човек, който размишлява върху живота, който понякога може да предизвиква тъжни чувства.
A Moment Lost („Изгубен момент“) адресира две идеи: чувството на съжаление от думите, изречени в моменти на гняв от любим човек, които оставят отпечатък в сърцето му, и песен на любов, която от своя страна го лекува и прощава.
Drifting („Реене“) е инструментално парче, разработено от мелодия на пиано, типична за другите инструментални парчета на Еня.
Според Рома Amid Falling Snow („Сред падащ сняг“) е вдъхновен от изумлението на дете или човек да види снеговалеж за първи път и като цяло по Коледа.
Amarantine представя Еня, която пее за първи път
на два нови езика. Sumiregusa (Wild Violet) („Дива виолетка“) се пее на японски, а началните ѝ тактове са взети от аранжимент на химна Hark! The Vesper Hymn Is Stealing на ирландския композитор Джон Андрю Стивънсън. Албумът също така бележи създаването на локсиански – измислен език, създаден от Рома Райън по време на разработването на Water Shows the Hidden Heart („Водата показва скритото сърце“). Парчето разказва историята на човек, който търси „този, когото обича и е загубил“ и емоциите, които изпитва. Опитите да се изпее песента с набор от английски, ирландски и латински текстове не дават достатъчно силни резултати, което кара Рома да пожелае да внуши идеята с нов език. Той е вдъхновен от измислените елфийски езици на Дж. Р. Р. Толкин, който тя използва в песните на Еня May It Be и Aníron във „Властелинът на пръстените: Задругата на пръстена“ (2001) и от невербалните звуци, които Еня издава, докато пее песните, върху които работи в студиото. Рома казва, че е създала думи за гласа на Еня, „така че поезията на текстовете да стои върху извивките на музиката“ и първоначално го нарича Еракан. Идеята е успешна, което води до промяна на името му на локсиански (Loxian). Рома създава култура и история зад него, която засяга локсианците – раса от друга планета, която поставя под въпрос съществуването на живот на друга планета. Еня харесва езика и изпява Less Than a Pearl („По-малко от перла“) и The River Sings („Реката пее“) на локсиански. Рома описва последното парче като песен, в която локсианците „изпращат думите си в нощта... изразявайки стремежа си да открият дали са сами във вселената“. През декември 2005 г. Рома издава книга за локсиански език, озаглавена Water Shows the Hidden Heart („Водата показва скритото сърце“).

## Издаване и прием
Партито за представяне на албум се провежда на 27 октомври 2005 г. в Дворец Во-льо–Виконт в Менси, Франция. Албумът е издаден за първи път на 21 ноември 2005 г. от Уорнър Мюзик в международен план и на 22 ноември 2005 г. от Рипрайз Рекърдс в Съединените щати. В допълнение към стандартната версия на 13 ноември 2006 г. излиза специално коледно издание, което включва втори диск с четири коледни песни: Adeste, Fideles, The Magic of the Night, We Wish You a Merry Christmas и Christmas Secrets. Тези четири песни са пуснати като EP, наречено Sounds of the Season with Enya в Съединените щати и EP Christmas Secrets в Канада. На 27 ноември 2006 г. следва луксозно колекционерско издание, което съдържа албума, второто издание на книгата Water Shows the Hidden Heart от Рома Райън и три ексклузивни снимки.
Албумът става световен успех в класациите, достигайки своя връх от номер 8 в Американската класация на албумите през първата си седмица в класацията от общо 13-седмично издание. и № 6 в Билборд 200 в Съединените щати по време на 33-седмичен престой в класацията. В класацията на Билборд Топ ню ейдж албуми Amarantine прекарва 38 седмици на първо място. През ноември 2008 г. албумът е с продадени 1 344 593 сертифицирани бройки в Съединените щати. През септември 2004 г. Sumiregusa (Wild Violet) е издаден като сингъл в Япония като част от телевизионна рекламна кампания на Панасоник.
Amarantine получава смесени отзиви от музикалните критици.
В Метакритик, който дава стандартна оценка от 100 на рецензиите на масовите критици, албумът получава средна оценка от 55, което показва „смесени или средни рецензии“, базирани на 7 рецензии.
Сара Томлинсън дава положителна рецензия във вестник „Бостън Глоуб“, като отбелязва, че албумът показва „мечтателната елегантност на Еня със запазена марка“.
Даниел Дурххолц приветства във вестник „Вашингтон Поуст“ използването на японски и локсиански текстове, тъй като отбелязва, че английските текстове на Рома са „често банални“, но пише „Това, което остава, е епичният размах на музиката и кристалната красота на гласа на Еня. Нито едно от тях не е несъществен, нито пък особено завладяващ... Еня успява тук да изработи перфектния саундтрак за вечер край огъня".
В рецензия за Асошиейтед Прес публикувана в „Дейли Хералд“, Мат Мур пише, че подобно на предишните ѝ албуми Amarantine е „незабравима и ефирна, с музика, която се извива по мек, почти блещукащ начин“. Песните, според него, са „добре дошли предложения от меки, но ритмични вокали, буйни инструменти и текстове“, които съставляват „решително удовлетворяващ“ албум, който не нарушава никаква нова почва, но въпреки това „превъзхожда в създаването на настроение“.
Джеф Миърс във в. „Бъфало Нюз“ дава на албума три звезди от четири, като пише за албума „Не прави нищо за промяна или актуализиране на формулата... Защо ли трябва?... Тя прави това, в което е добра, а именно да създава мистични светове на сънища, окъпани в многопистови вокални хармонии и достатъчно реверберация, за да изнерви Фил Спектър.„За Миърс песните звучат древно в мелодичната си конструкция със звучене, който той сравнява с „келтски Брайън Ино“. Той завършва с „Всичко е много красиво, като най-добрата църковна музика“.
Албумът получава оценка "C+" от Кристофър Благ във в. „Бостън Хералд“.
Drifting получава номинация за награда „Грами“ за най-добро поп инструментално изпълнение.

## Списък с песни
Цялата музика е написана от Еня, всички текстове са на Рома Райън, а всички песни са продуцирани от Ники Райън с изключение на традиционните Adeste, Fideles и We Wish You a Merry Christmas. Аранжиментът е на Еня и Ники Райън.
| 1.    | Less Than a Pearl            | 3:44 |
| 2.    | Amarantine                   | 3:13 |
| 3.    | It's in the Rain             | 4:08 |
| 4.    | If I Could Be Where You Are  | 4:01 |
| 5.    | The River Sings              | 2:49 |
| 6.    | Long Long Journey            | 3:17 |
| 7.    | Sumiregusa (Wild Violet)     | 4:42 |
| 8.    | Someone Said Goodbye         | 4:02 |
| 9.    | A Moment Lost                | 3:08 |
| 10.   | Drifting                     | 4:12 |
| 11.   | Amid the Falling Snow        | 3:38 |
| 12.   | Water Shows the Hidden Heart | 4:39 |
| 45:33 |                              |      |

| 1. | Adeste, Fideles               | 3:58 |
| 2. | The Magic of the Night        | 3:34 |
| 3. | We Wish You a Merry Christmas | 3:40 |
| 4. | Christmas Secrets             | 3:47 |

## Състав
Музиканти
- Еня – вокал, инструменти

Производство
- Еня – аранжимент, смесване
- Ники Райън – продуцент, аранжимент, инженеринг, смесване, концептуален дизайн на обложката, дизайн на вътрешната обложка и худ. дейност, оформление
- Рома Райън – локсиански език и шрифт, текстове (с изключение на Adeste, Fideles и We Wish You a Merry Christmas)
- Дик Бийтъм – мастеризиране в 360 Mastering, Лондон
- Даниел Поли – дигитален технически съветник, инженеринг
- Саймън Фаулър – фотография
- Ебони Райън – концептуален дизайн на обложката, дизайн на вътрешната обложка, оформление
- Пърша Райън – худ. оформление на вътрешната обложка
- Интро – производство на външна и вътрешна обложка

## Класации
| Класация                                   | Позиция |
| ------------------------------------------ | ------- |
| Австралийска класация на албумите ARIA     | 13      |
| Австрийска класация на албумите            | 4       |
| Белгийска класация на албумитеt (Фландрия) | 1       |
| Белгийска класация на албумите (Валония)]] | 2       |
| Канадска класация на албумите              | 4       |
| Датска класация на албумите                | 7       |
| Нидерландска класация на албумите          | 5       |
| Финландска класация на албумите            | 22      |
| Френска класация на албумите               | 5       |
| Германска класация на албумите             | 3       |
| Гръцка класация на албумите                | 12      |
| Унгарска класация на албумите              | 7       |
| Ирландска класация на албумите             | 15      |
| Италианска класация на албумите            | 8       |
| Японска класация на албумите               | 2       |
| Новозеландска класация на албумите         | 10      |
| Норвежка класация на албумите              | 13      |
| Португалска класация на албумите           | 5       |
| Испанска класация на албумите              | 9       |
| Шведска класация на албумите               | 4       |
| Швейцарска класация на албумите            | 3       |
| Класация на албумите на Обед. кралство     | 8       |
| Билборд 200 САЩ                            | 6       |

| Класация (2005)                           | Позиция |
| ----------------------------------------- | ------- |
| Австралийска класация на албумите         | 91      |
| Австрийска класация на албумите           | 59      |
| Белгийска класация на албумите (Фландрия) | 26      |
| Белгийска класация на албумите (Валония)  | 19      |
| Датска класация на албумите               | 35      |
| Нидерландска класация на албумите         | 35      |
| Френска класация на албумите              | 47      |
| Италианска класация на албумите           | 45      |
| Шведска класация на албумите              | 31      |
| Класация на албумите на Обед. кралство    | 69      |
| Класация (2006)                           | Позиия  |
| Австралийска класация на албумите         | 84      |
| Австрийска класация на албумите           | 28      |
| Белгийска класация на албумите (Фландрия) | 61      |
| Белгийска класация на албумите (Валония)  | 31      |
| Нидерландска класация на албумите         | 20      |
| Френска класация на албумите              | 74      |
| Германска класация на албумите            | 21      |
| Японска класация на албумите              | 34      |
| Швейарска класация на албумите            | 10      |
| Билборд 200 САЩ                           | 35      |

## Сертификати и продажби
| Регион | Сертификат  | Продадени бройки |
| --- | ----------- | ---------------- |
| Аржентина (CAPIF) | Златен      | 20 хил.^         |
| Австралия (ARIA) | Платинен    | 70 хил.^         |
| Белгия (BEA) | Платинен    | 50 хил.*         |
| Бразилия (Pro-Música Brasil)                                                                                            | Златен      | 50 хил.*         |
| Дания (IFPI Danmark) | Златен      | 20 хил.^         |
| Франция (SNEP) | Платинен    | 268 100          |
| Германия (BVMI) | 2× Платинен | 400 хил.^        |
| Унгария (MAHASZ) | Златен      | 5 хил.^          |
| Ирландия (IRMA) | Платинен    | 15 хил.^         |
| Италия (FIMI) | —           | 120 хил.         |
| Япония (RIAJ) | 2× Платинен | 500 хил.^        |
| Мексико (AMPROFON) | Златен      | 50 хил.^         |
| Нидерландия (NVPI) | Платинен    | 80 хил.^         |
| Нова Зеландия (RMNZ) | Платинен    | 15 хил.^         |
| Полша (ZPAV) | Златен      | 14 хил.          |
| Испания (PROMUSICAE) | Златен      | 40 хил.^         |
| Швеция (GLF) | Златен      | 30 хил.^         |
| Швейцария (IFPI Switzerland)                                                                                            | 2× Платинен | 80 хил.^         |
| Обединено кралство (BPI)                                                                                                | Платинен    | 300 хил.^        |
| САЩ (RIAA) | Платинен    | 1 млн.^          |
| Обобщение |             |                  |
| Европа (IFPI) | Платинен    | 1 млн.           |
| * Данни за продажбите се основават на самото сертифициране. ^ Данните за пратките се основават на самото сертифициране. |             |                  |

## История на издаването
| Страна         | Дата               | Формат               | Лейбъл                       |
| -------------- | ------------------ | -------------------- | ---------------------------- |
| Европа         | 21 ноември 2005 г. | CD Дигитално сваляне | Уорнър Мюзик                 |
| Съединени щати | 22 ноември 2005 г. | CD Дигитално сваляне | Рипрайз Рекърдс              |
| Различни       | 14 юли 2017 г.     | LP                   | Уорнър Мюзик Рипрайз Рекърдс |